# Asianellus festivus
Asianellus festivus (лат.) — вид паукообразных из семейства пауков-скакунов (Salticidae). Типовой вид рода Asianellus. Распространён в Палеарктике. Считается новым видом в Литве.

## Описание
Имеет четыре глаза и серый окрас. Размер до 8 мм.